# 11137 Yarigatake
11137 Yarigatake este un asteroid din centura principală de asteroizi.

## Descriere
11137 Yarigatake este un asteroid din centura principală de asteroizi. A fost descoperit pe 8 decembrie 1996 la Ōizumi de Takao Kobayashi. Asteroidul prezintă o orbită caracterizată de o semiaxă mare de 2,98 ua, o excentricitate de 0,23 și o înclinație de 3,9° în raport cu ecliptica.